# Ерімо (Хоккайдо)

42°0′59″ пн. ш. 143°8′54″ сх. д. / 42.01639° пн. ш. 143.14833° сх. д.
Ерімо́ (яп. えりも町, えりもちょう, МФА: [eɾʲimo t͡ɕoː]) — містечко в Японії, в повіті Хороїдзумі округу Хідака префектури Хоккайдо. Станом на 1 жовтня 2008 року площа містечка становила 283,93 км². Станом на 31 березня 2017 населення містечка становило 4881 осіб.